# Pałac w Nowęcinie
Pałac w Nowęcinie (niem. Schloss Neuhof (Pommern)) – zabytkowy pałac w powiecie lęborskim, w województwie pomorskim, około trzech kilometrów na południowy wschód od Łeby, nad jeziorem Sarbsko, który jest obecnie wykorzystywany jako hotel. Wpisany do rejestru zabytków jako zespół pałacowo-pałacowy, nr rej.: A-1172 z 2.07.1987.

## Historia
Początki pałacu sięgają XV wieku, kiedy po silnym sztormie z 15 września 1497 w wyniku gwałtownej fali zalewowej stara siedziba rodu von Wejherów (von Weiherów) w Łebie uległa zniszczeniu. Claus von Wejher zbudował nowy pałac „Neuer Hof” (stąd jego niemiecka nazwa Schloss Neuhof) trzy kilometry na wschód od Łeby.
W połowie XVI wieku Ernst von Wejher przebudował zamek w stylu renesansowym i dobudował do kapliczki Jerusalem wschodnie skrzydło. Od 1781 roku zamek był własnością von Somnitz, a następnie kilkakrotnie przechodził z rąk do rąk. Około 1909 roku Leon Ritzke polecił rozbudować zamek o skrzydło zachodnie i sześciokondygnacyjną wieżę, a przed kaplicą dobudowano przedłużenie z łukiem. Kaplica nadal ma sklepienie kolebkowe z lunetami, a w niszy tablicę wotywną z napisem GWMUITG – 1567 – EWAUM (niem. Gott war mit uns in Todes gefahr – Er wirkt an uns Mächtiglich, pol. Bóg był w niebezpieczeństwie z nami – On potężnie na nas działa), podarowaną prawdopodobnie przez Ernsta von Wejhera, który w 1567 ciężko ranny powrócił z wojny w Inflantach.
Po II wojnie światowej pałac trafił w ręce PGR-u w Charbrowie. Nowy właściciel przeprowadził wiele remontów, z których największy był przeprowadzony w latach 60. ubiegłego wieku. Do końca PRL użytkowali go zarówno turyści, jak i pracownicy PGR, a od lat 80. również przebywający w nowo powstałym ośrodku wypoczynkowo-szkoleniowym. W latach 90. pałac trafił w ręce prywatnego właściciela. Przeprowadził on w tym samym dziesięcioleciu kolejny generalny remont obiektu.
Obecnie pałac w Nowęcinie nie jest jednym budynkiem, składa się z kilku budynków różnych wielkości. Mury zewnętrzne i ściany działowe wykonano z cegły, elewacje zewnętrzne otynkowano, a dachy okryto ceramiczną karpiówką. Nad całością góruje, zwieńczona dachem namiotowym, wysoka wieża. Do kompleksu prowadzą dwa główne wejścia. Główną i reprezentacyjną część obiektu stanowi hol – dawna kaplica Jeruzalem z oryginalną boazerią z przełomu 1909 i 1910 roku. W pozostałych pomieszczeniach znajdują się pokoje hotelowe, pomieszczenia administracyjne, a na pierwszym piętrze także kawiarnia.

## Galeria

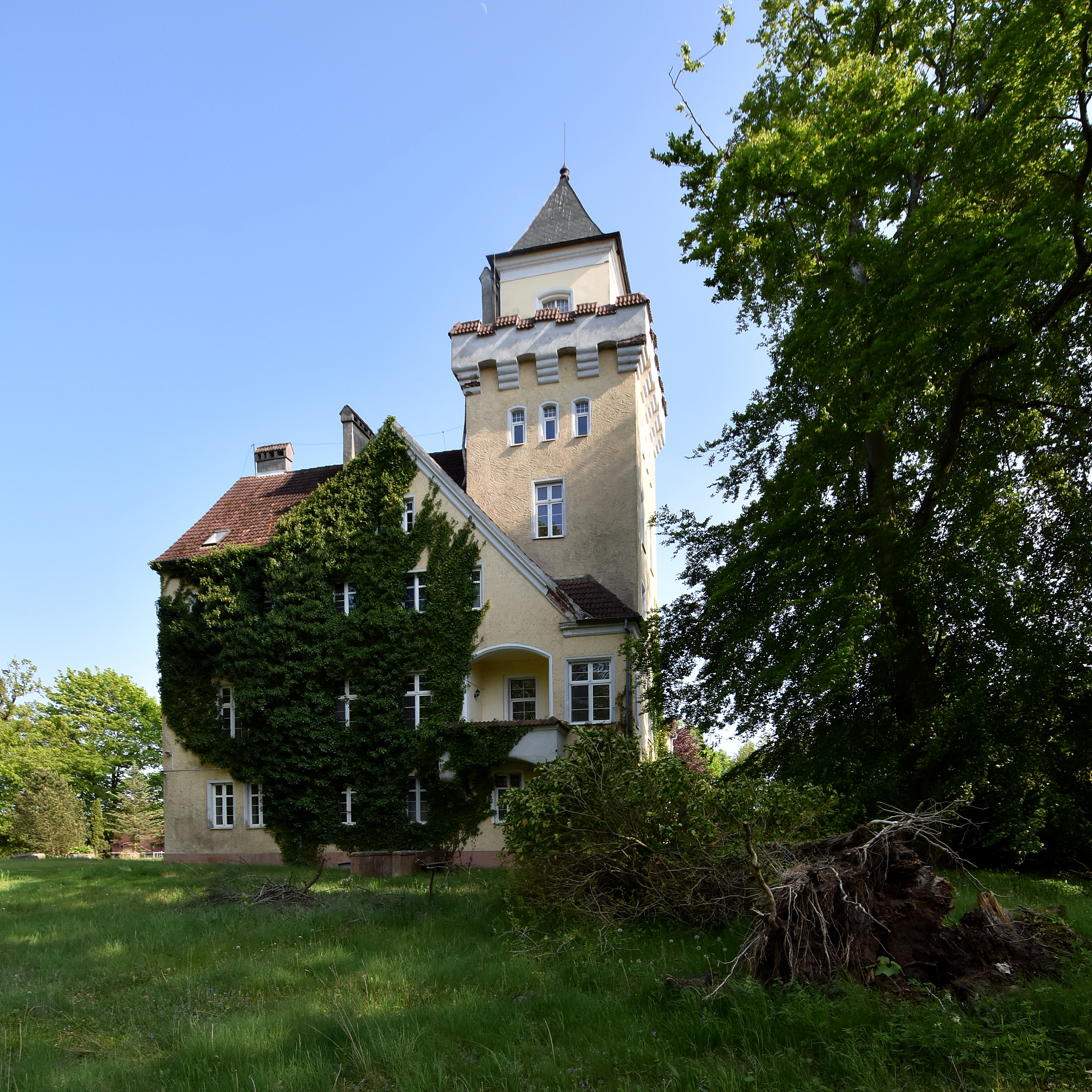
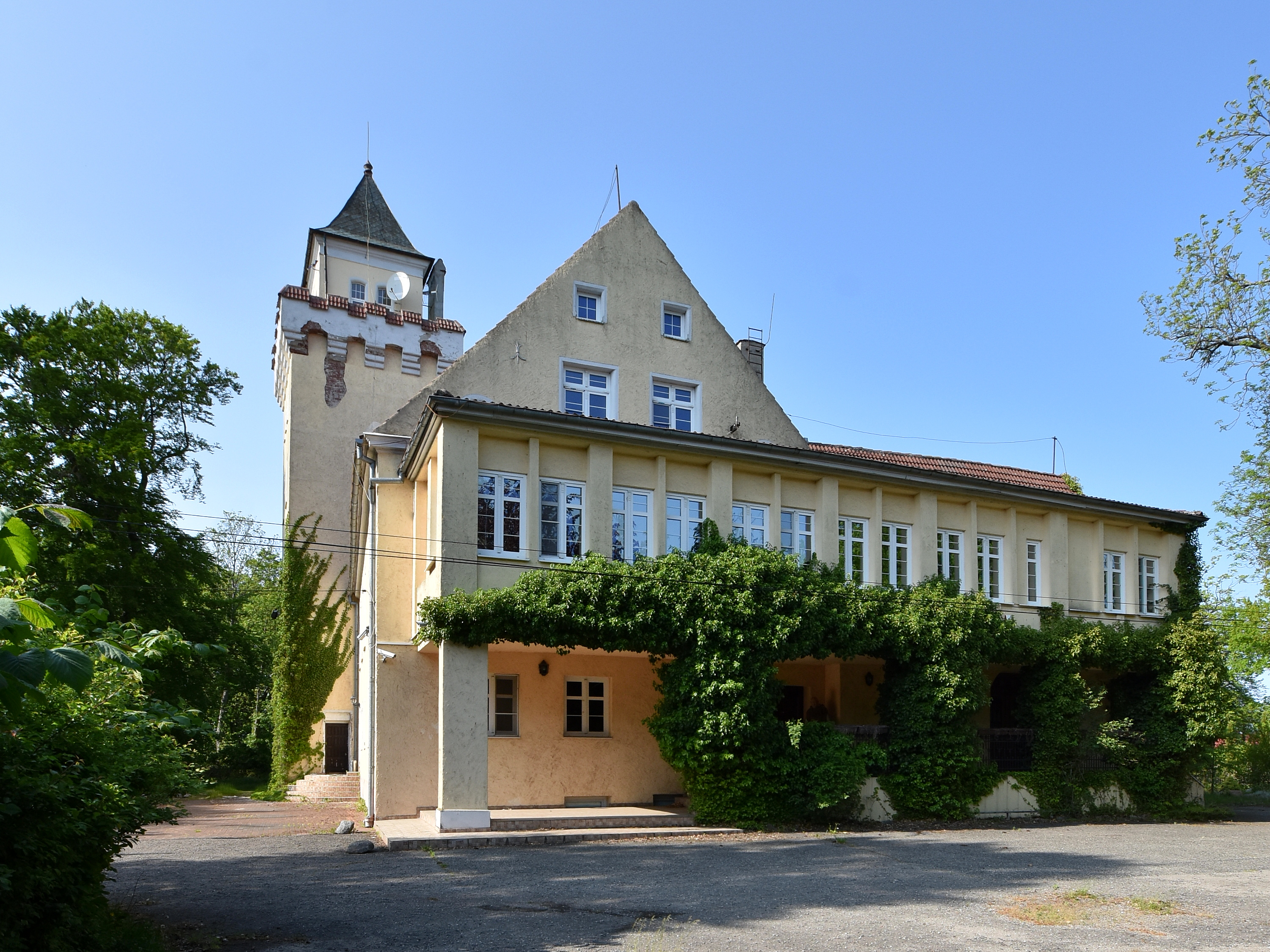
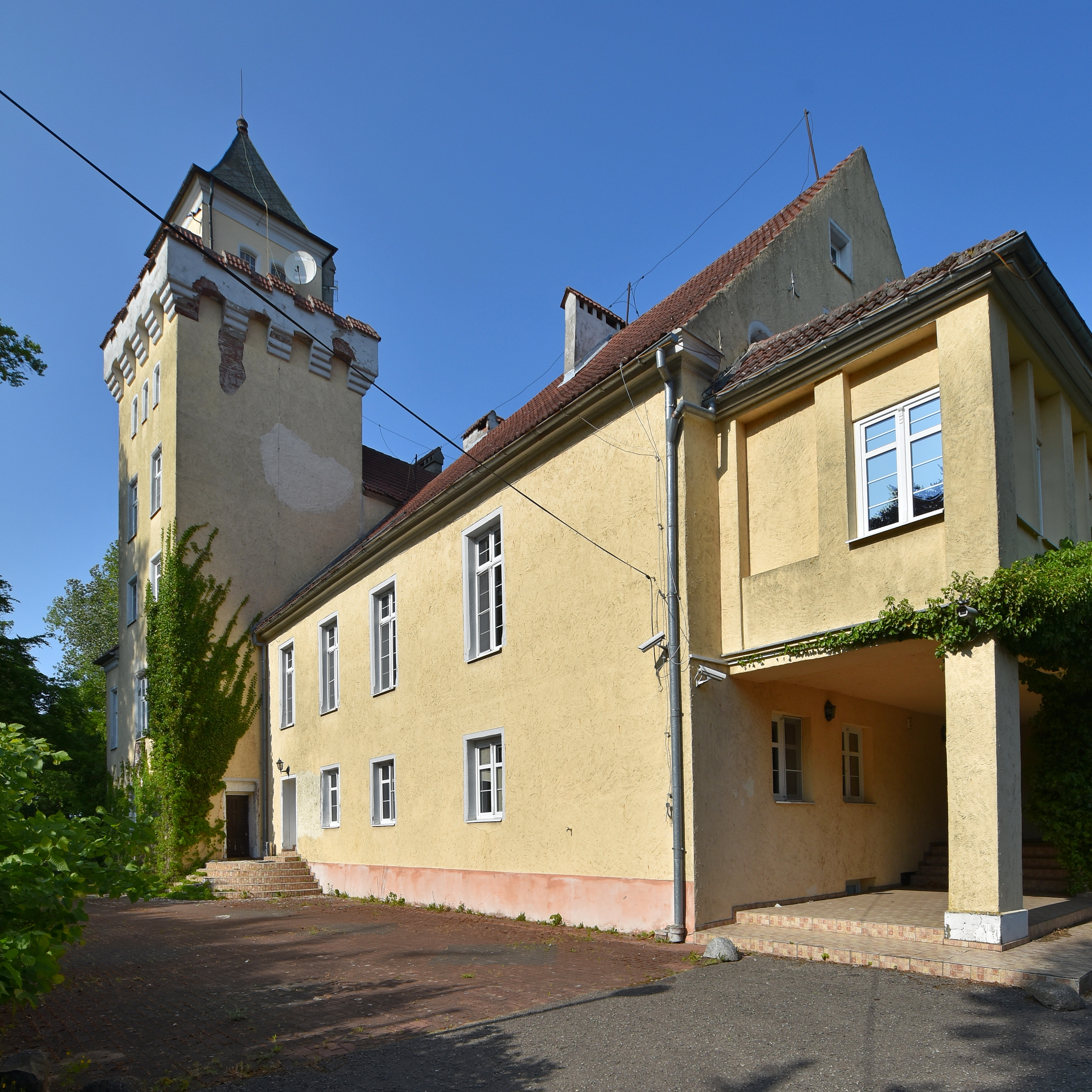
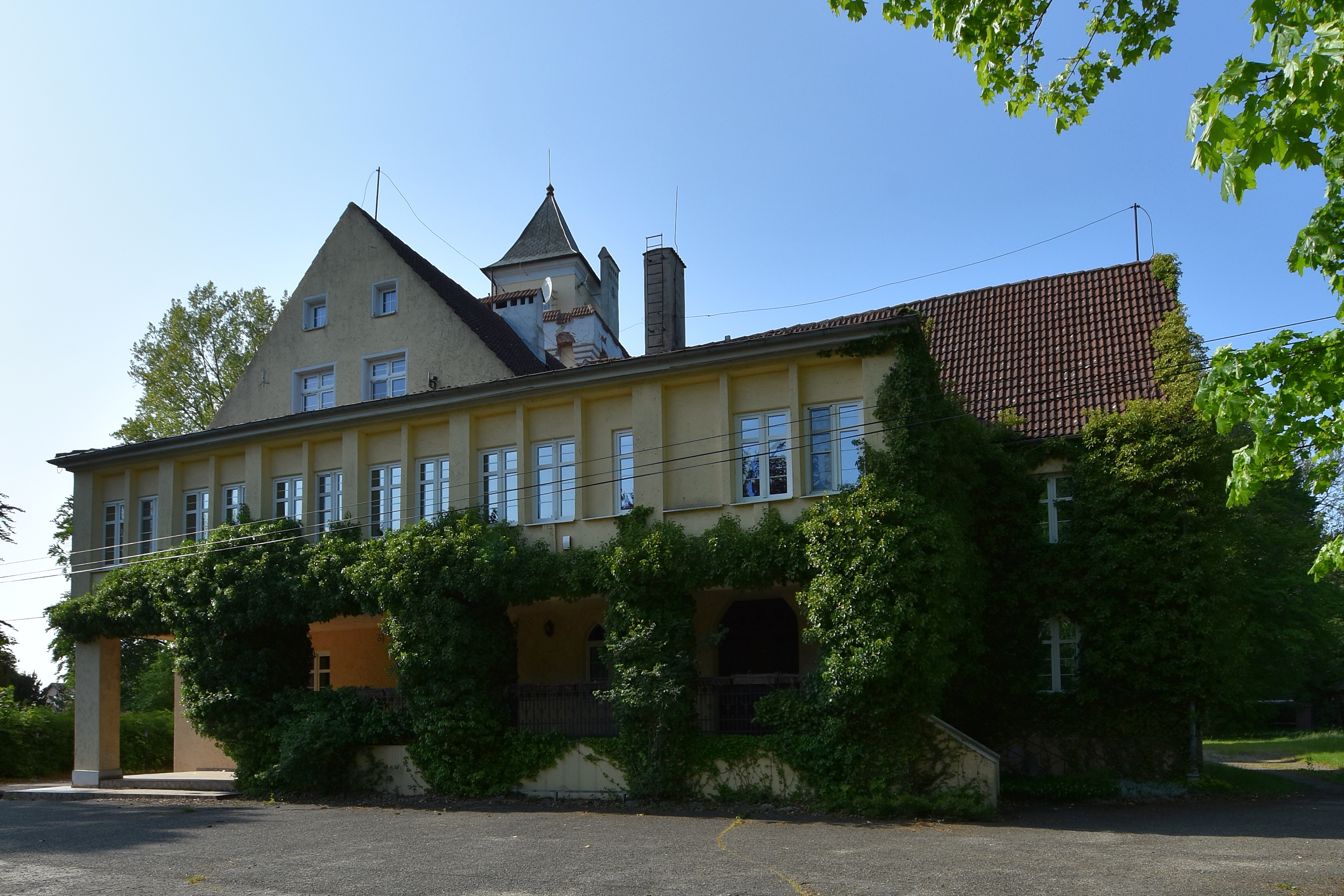
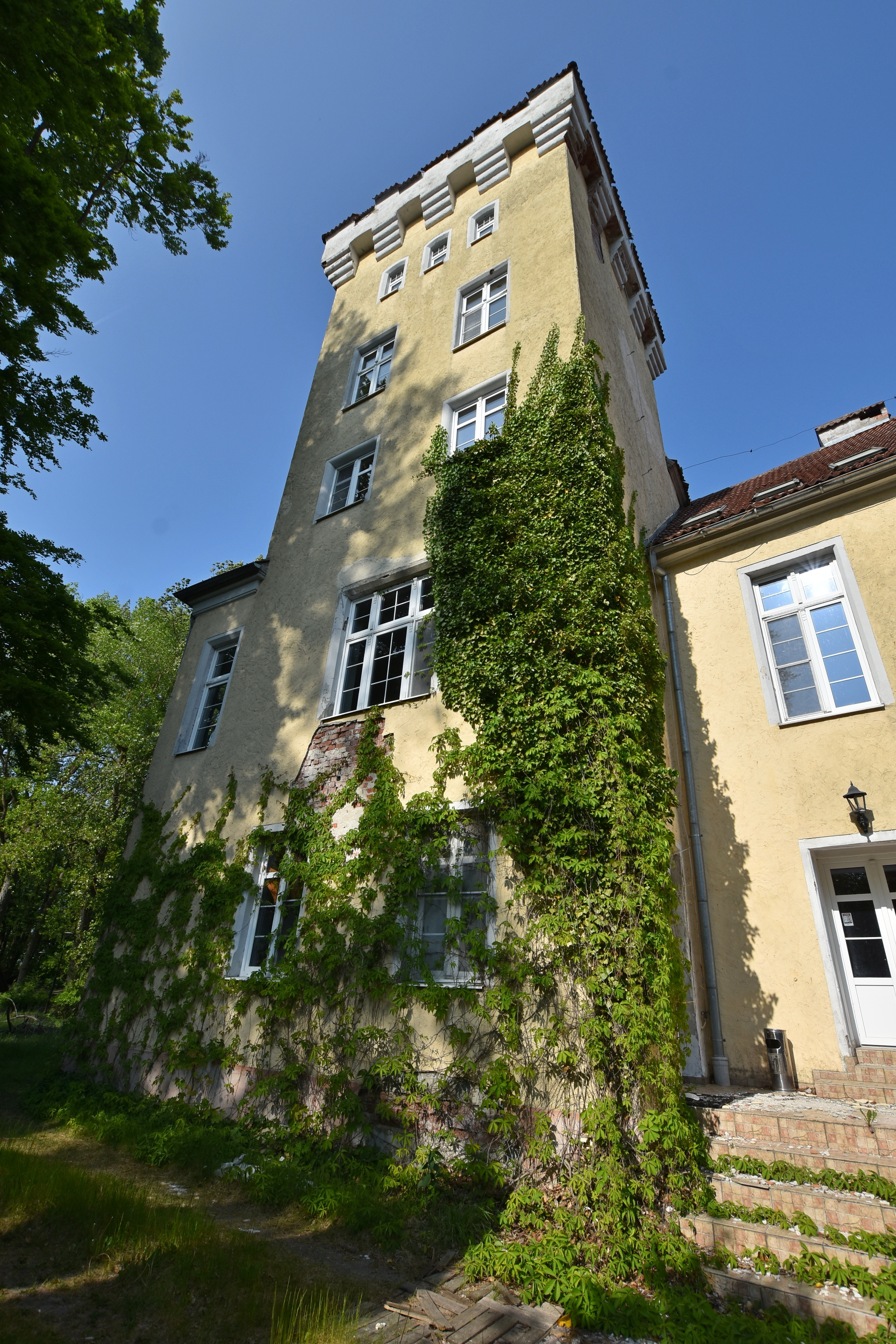